# Máximo Kirchner

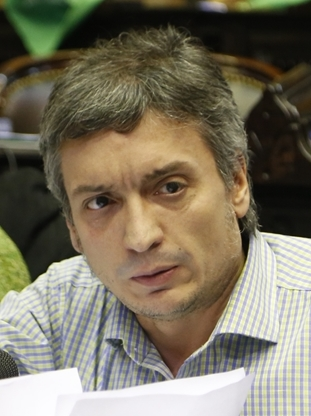
Máximo Kirchner, 2018

Máximo Carlos Kirchner (* 16. Februar 1977 in La Plata) ist ein argentinischer Politiker (Frente de Todos / Partido Justicialista). Er ist Mitgründer der mit dem Kirchnerismus verbundenen politischen Jugendorganisation La Cámpora. Máximo Kirchner ist der Sohn der beiden Ex-Präsidenten Néstor Kirchner und Cristina Fernández de Kirchner.

## Leben
Kirchner wuchs in Río Gallegos in der Provinz Santa Cruz auf, wo sein Vater von 1991 bis 1999 Gouverneur war. Nach dem Abitur studierte er zunächst Journalismus und danach Jura, jedoch beides ohne Abschluss.

### Politische Laufbahn
2006 war er Mitbegründer der politischen Jugendorganisation La Cámpora, die die Politik des Präsidenten Néstor Kirchners (später bekannt als Kirchnerismus) unterstützen sollte. Des Weiteren kümmerte er sich um die wirtschaftlichen Unternehmen seiner Eltern im Immobilien- und Hotelsektor. Erst nach dem Tod seines Vaters 2010 wurde Máximo Kirchner politisch aktiver. Als Anführer der Cámpora wurde er zu einem der einflussreichsten Politiker Argentiniens.
Von 2015 bis 2019 vertrat er als Abgeordneter die Provinz Santa Cruz im argentinischen Unterhaus (Cámara de Diputados de la Nación). 2019 wurde er erneut ins Parlament gewählt, jetzt als Vertreter der Provinz Buenos Aires. Im Parlament ist er Vorsitzender der Parlamentariergruppe seiner Parteienkoalition, Frente de Todos.

### Kontroversen
Ab 2016 wurden mehrere Verfahren wegen Korruption, insbesondere Geldwäsche, gegen Máximo Kirchner sowie seine Mutter und seine Schwester Florencia eröffnet. Mitbeschuldigt ist auch der Bauunternehmer Lázaro Báez. Ihnen wird vorgeworfen, die Familienunternehmen Los Sauces und Hotesur für Geldwäsche verwendet, sowie Aufträge irregulär vergeben zu haben.